# Françoise Després
Françoise Després, född 1746, död efter 1815, var en fransk memoarskrivare. Hon är känd för sina memoarer som beskriver hennes liv under franska revolutionen. I en memoarbok skildrar hon sitt deltagande i upproret i Vendée 1793–1815.

## Biografi
Françoise Després far tjänstgjorde vid ett kungligt regemente. Hon hade två bröder och en syster. De förlorade sin far och blev omhändertagna av en farbror som var kyrkoherde och som gav barnen en god uppfostran, bland annat läste de latin. Systern gifte sig och bröderna utbildades till präster. Från 1775 innehade hon en tjänst som hovmästarinna vid Maison royale de Saint-Louis för adliga jungfrur. Då stiftelsen stängdes 1792 flyttade hon till sin farbror.
När upproret i Vendée började 1793 blev farbrodern och bröderna fängslade och bröderna blev avrättade. Systern och hennes barn omkom genom drunkning. Efersom hon nu var helt ensam beslöt hon att delta i upproret och tjänstgjorde som kurir och på andra poster inom den rojalistiska armén fram till 1815. Hon erhöll kunglig pension som tack för sina insatser.